# Illifaut
Illifaut (tiếng Breton: Ilifav, Gallo: Ilifaut) là một xã của tỉnh Côtes-d'Armor, thuộc vùng Bretagne, tây bắc Pháp.

## Dân số
Người dân ở Illifaut được gọi làIllifautais.